# Xenofón Zolótas
Xenofón Efthymíou Zolótas (en griego: Ξενοφών Ευθυμίου Ζολώτας, 26 de marzo de 1904-11 de junio de 2004) fue un economista griego.

## Biografía
Nacido en Atenas en 1904, Zolotas era hijo de una familia de orfebres con raíces en la Rusia prerrevolucionaria. Estudió economía en la Universidad de Atenas, después en Leipzig y París. En 1928 fue profesor de economía en la Universidad de Atenas, puesto que ocupó hasta 1968, cuando dimitió en protesta del régimen militar que llegó al poder en 1967. Zolotas fue gobernador del Banco de Grecia entre 1944-1945, y entre 1955-1967 (cuando dimitió en protesta por el régimen), y entre 1974-1981. Trabajó para el Fondo Monetario Internacional. Publicó muchos trabajos sobre asuntos económicos griegos e internacionales. Lo consideraban un moderador, un campeón del conservadurismo fiscal y de la estabilidad monetaria. En las elecciones de noviembre 1989 no dieron la mayoría al partido PASOK de Andreas Papandreou o al partido de la Nueva Democracia de Constantinos Mitsotakis, Zolotas, a la edad de 85 años, aceptó ser primer ministro de un gobierno sin partido hasta que nuevas elecciones pudieron dar una mayoría estable para el país. Dimitió cuando se celebraron elecciones en abril de 1990 que ganó Mitsotakis por la mayoría estrecha.
Trabajaba muchas horas. Era un nadador ávido, también durante el invierno, siendo puntual en este deporte cada mañana durante todo el año incluso en los sus noventa años.
| Predecesor: Ioannis Grivas | Primer ministro de Grecia 1989-1990 | Sucesor: Constantinos Mitsotakis |

- Datos: Q318009
- Multimedia: Xenophon Zolotas / Q318009